# Les Oréades
Les Oréades est un tableau réalisé par le peintre français William Bouguereau en 1902. Cette huile sur toile représente l'envol à l'aurore d'une quarantaine d'Oréades nues au-dessus d'un cours d'eau, sous le regard étonné de trois faunes. Exposée au Salon des artistes français en 1902, l'œuvre est conservée depuis 2010 au musée d'Orsay, à Paris.